# Barbus jacksoni
Barbus jacksoni е вид лъчеперка от семейство Шаранови (Cyprinidae). Видът не е застрашен от изчезване.

## Разпространение
Разпространен е в Кения, Танзания и Уганда.

## Описание
На дължина достигат до 11,6 cm.